# フランシスコ・ロドリゲス・ガルシア
ロドリ（Rodri）ことフランシスコ・ロドリゲス・ガルシア（Francisco Rodríguez García、1934年3月8日 - 2022年5月17日）は、スペイン・カタルーニャ州バルセロナ出身の元同国代表サッカー選手、元サッカー指導者。現役時代のポジションはDF。

## 経歴
FCバルセロナの下部組織で育成され、2つのクラブで選手としての経験を積んで1958-59シーズン開幕前にバルセロナへ復帰した。加入1シーズン目は国内2冠を果たし、翌シーズンにはインターシティーズ・フェアーズカップのタイトルを獲得した。1962 FIFAワールドカップにも出場し、グループステージ2試合に出場したが、チームはグループステージ最下位で敗退した。
現役引退後は古巣バルセロナで指導者の道に進み、1971年からはリヌス・ミケルス監督にアシスタントコーチを務め、クラブの黄金期を支えた。

## タイトル

### クラブ
バルセロナ
- プリメーラ・ディビシオン : 2回 (1958-59, 1959-60)
- コパ・デル・レイ : 2回 (1958-59, 1962-63)
- インターシティーズ・フェアーズカップ : 2回 (1959-60, 1965-66)